# Kareem Campbell
Kareem Campbell (* 14. November 1973 in Harlem, New York City) ist ein US-amerikanischer Profi-Skateboarder.

## Werdegang
Campbell wurde in Harlem, New York City geboren und wuchs in Los Angeles auf. Er begann mit 16 Jahren an in Venice Beach zu skaten. Im Jahre 1993 bekam er seinen ersten Sponsor namens World Industries und wirkte in seinem ersten Video mit, das den Namen New World Order trägt. Er arbeitete weiter im World Industries-Team, bis er die Firma Menace Skateboards gründete. Menace Skateboards war gezwungen, seinen Namen aufgrund eines markenrechtlichen Konflikts mit einer Jeansmarke zu ändern, die ebenfalls Menace hieß. Schließlich gründete er City Stars, das ihm immer noch gehört und von dem er gesponsert wird. Darüber hinaus gründete er die Axion Footwear-Schuhlinie, die innerhalb von drei Jahren einen Umsatz von fast 48 Millionen Dollar erzielte.
Den ersten Wettbewerb, den er gewann, war der Slam City Jam in der Kategorie Street, welcher 1994 in Vancouver ausgetragen wurde. Ein Jahr später wurde er dann zum professionellen Skater. 1999 wurde sein Sohn Reem Junio geboren. Ab 2001 unterstützte er die Organisation Learn to Skate, welche gegründet wurde, um Menschen das Skateboarden beizubringen. Er ist zudem ein spielbarer Charakter in der Videospielreihe Tony Hawk’s, durch die er schließlich auch im Mainstream bekannt wurde. 2021 wurde er in die „Skateboarding Hall of Fame“ aufgenommen.

## Sponsoren
Finesse Skateboards, Ricta Wheels, Destructo Trucks, Velocity Bearings, City Stars, Nixon, Boost Mobile, Reebok, Diamond, Skaterade, Odyssey, Jungle Grip, KR3W, Wham Wax.

## Erfundene Tricks
- Nollie Hardflip Late Backside 180 (Ghetto Bird)[6]

## Contest-Erfolge
- 1994: 1. bei Slam City Jam in Vancouver, Street[2]
- 1995: 3. bei Sommer X Games, Vert Bester Trick[7]